# Conquista di Tunisi (1574)
La conquista di Tunisi del 1574 stabilì la conquista definitiva di Tunisi da parte dell'Impero ottomano a scapito dell'Impero spagnolo. Fu un evento di grande importanza nella decisione che il Nord Africa sarebbe stato sotto il dominio dei musulmani anziché dei cristiani e la fine della Conquista spagnola del Nord Africa iniziata sotto il regno di Isabella I di Castiglia e Ferdinando II di Aragona. La conquista di Tunisi del 1574 "segnò la dominazione ottomana del Maghreb cento-orientale".

## Antefatto

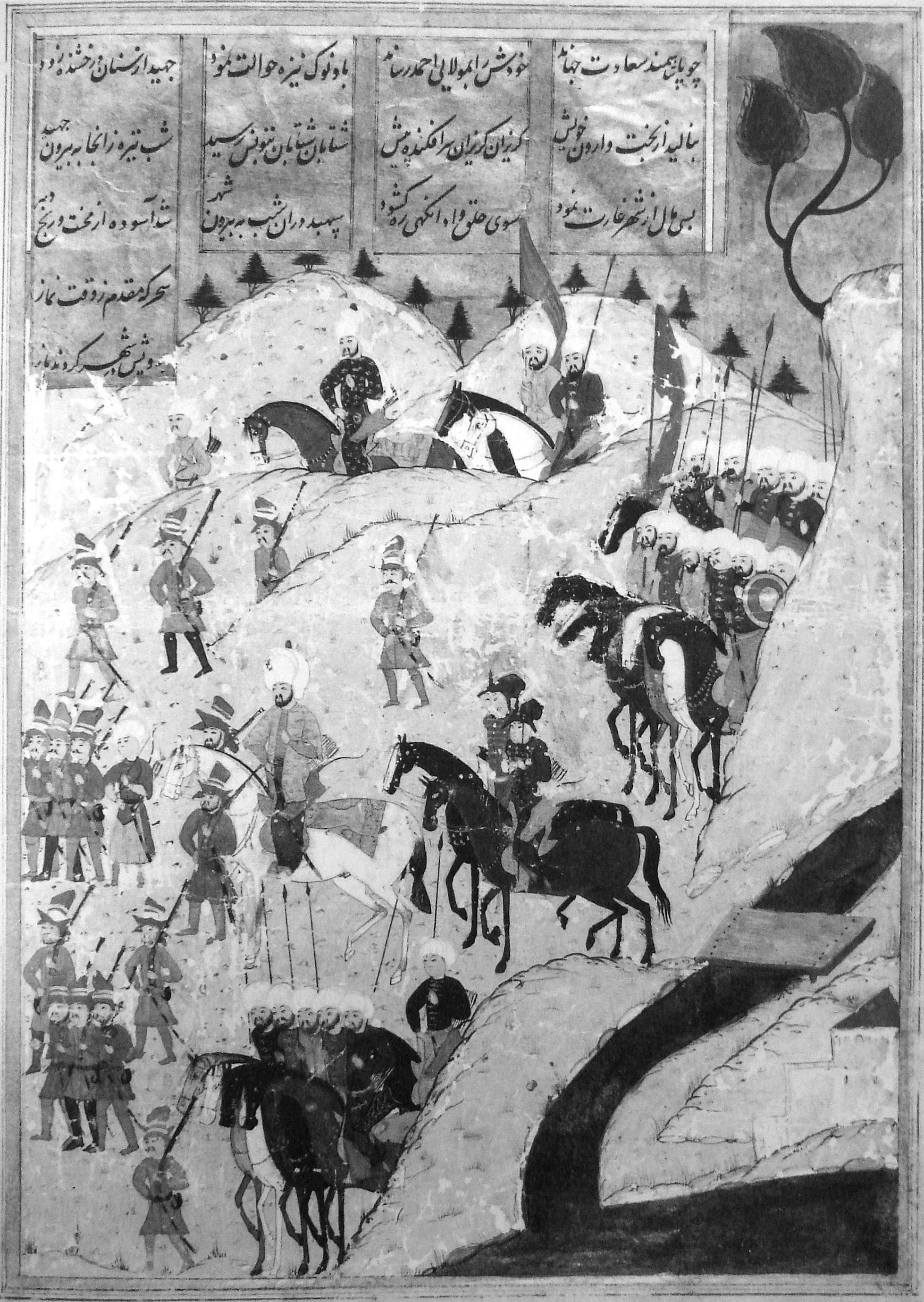
Circa 5 000 giannizzeri e berberi dell'Algeria, guidati da Uccialì, pascià di Algeri, in marcia su Tunisi nel 1569.

Tunisi era stata inizialmente conquistata dagli ottomani guidati da Hayreddin Barbarossa nella conquista di Tunisi del 1534. Tuttavia, l'obiettivo dell'imperatore del Sacro Romano Impero, Carlo V era la riconquista ottenuta appena un anno dopo e vi pose, come suo vassallo, il sovrano hafside Muhammad V. Il Bey di Algeri Uccialì pascià conquistò Tunisi nel 1569 per l'Impero Ottomano, ma all'indomani della vittoria cristiana nella Battaglia di Lepanto del 1571 Don Giovanni d'Austria riuscì a prendere Tunisi nel mese di ottobre 1573.

## Conquista di Tunisi
Nel 1574, Guglielmo d'Orange e Carlo IX, attraverso il suo ambasciatore pro-ugonotti, François de Noailles vescovo di Dax, cercarono di ottenere il sostegno del sovrano ottomano Selim II al fine di aprire un nuovo fronte contro il re spagnolo Filippo II. Selim II inviò un messaggero, che cercò di mettere gli olandesi in contatto con i ribelli moriscos della Spagna e i pirati di Algeri. Selim, inoltre, inviò una grande flotta ad attaccare Tunisi nell'autunno 1574, per ridurre la pressione spagnola sugli olandesi.
Nella battaglia di La Goleta, Selim II radunò una flotta fra 250 e 300 navi da guerra con circa 75 000 uomini. La flotta era comandata da Koca Sinan Pascià e Uccialì. La flotta si unì alle truppe inviate dai governatori di Algeri, Tripoli e Tunisi, raggiungendo una forza di circa 100 000 uomini. L'esercito attaccò Tunisi e La Goleta, e il presidio di La Goleta, difeso da 7 000 uomini, cadde il 24 agosto 1574. Le ultime truppe cristiane, in un piccolo forte di fronte a Tunisi, si arresero il 3 settembre 1574 dopo 14 assalti dei turchi.

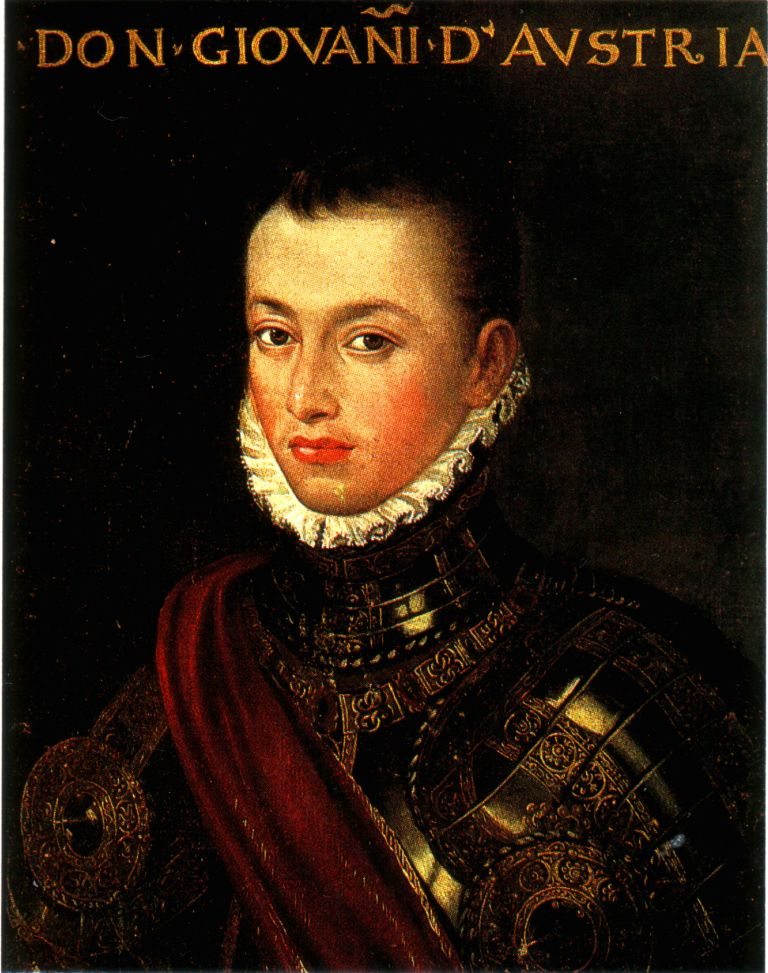
Don Giovanni d'Austria tentò diverse volte, invano, di soccorrere gli assediati.

Don Giovanni d'Austria tentò di soccorrere gli assediati con una flotta proveniente da Napoli e dalla Sicilia ma fallì a seguito di una tempesta. La corona spagnola, fortemente coinvolta nei Paesi Bassi e a corto di fondi, non riuscì a fornire aiuto in modo significativo.
Cervantes partecipò a questi eventi come soldato, fra le truppe di Don Giovanni d'Austria che cercarono di salvare la città. Egli sostenne che gli ottomani condussero 22 attacchi contro il forte di Tunisi, perdendo 25 000 uomini, mentre solo 300 cristiani rimasero in vita. Scrisse sulla battaglia:
(Cervantes, DQ I, 39.)
Abd al-Malik, il futuro re del Marocco, partecipò alla conquista di Tunisi dalla parte degli ottomani.
Gabrio Serbelloni era il comandante del forte di Tunisi. Il generale di La Goleta, Don Pedro Portocarerro venne fatto prigioniero e inviato a Costantinopoli, ma morì lungo la rotta. I soldati fatti prigionieri vennero impiegati come schiavi sulle galee turche.

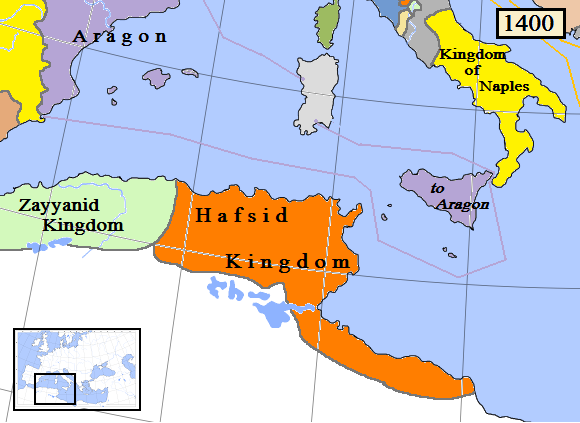
La conquista di Tunisi fece sì che i territori della dinastia hafside andassero all'Impero ottomano.

La battaglia sancì il definitivo dominio ottomano su Tunisi, ponendo fine alla dinastia hafside e alla presenza spagnola a Tunisi.
Il successo degli ottomani nella battaglia di Goleta contribuì a ridurre la pressione spagnola sugli olandesi, portando ai negoziati per la Conferenza di Breda. Dopo la morte di Carlo IX, nel maggio 1574, i contatti si indebolirono, anche se gli ottomani dissero di aver sostenuto la rivolta del 1575-1576, e istituirono un consolato ad Anversa (De Griekse Natie). Gli Ottomani fecero una tregua con la Spagna, e spostarono la loro attenzione al loro conflitto con la Persia nella guerra ottomano-safavide La corona spagnola andò in bancarotta il 1º settembre 1575.